# Amerotyphlops costaricensis
Amerotyphlops costaricensis är en ormart som beskrevs av Jiménez och Savage 1963. Amerotyphlops costaricensis ingår i släktet Amerotyphlops och familjen maskormar. Inga underarter finns listade i Catalogue of Life.
Denna orm förekommer i Centralamerika från Honduras och Nicaragua till Costa Rica. Arten lever i låglandet kulliga områden och i bergstrakter mellan 150 och 1500 meter över havet. Den vistas i olika slags skogar och den besöker ibland kulturlandskap. Honor lägger ägg.
Amerotyphlops costaricensis har en stor utbredning och den lever i olika skyddszoner. IUCN listar arten som livskraftig (LC).